# Gen Urobuchi
Gen Urobuchi (虚淵 玄?, Urobuchi Gen; Tokyo, 20 dicembre 1972) è uno scrittore e sceneggiatore giapponese di light novel, visual novel e di anime.
È conosciuto per i toni cupi, i temi nichilistici e i tragici colpi di scena delle sue opere, tanto da guadagnare il soprannome di "Urobutcher". Fra le sue opere più celebri e importanti troviamo Saya no uta, Fate/Zero, Puella Magi Madoka Magica , Psycho-Pass e Thunderbolt fantasy. Nel 2013 è lo sceneggiatore di Kamen Rider Gaim. È il cofondatore e vicepresidente di Nitroplus.
Nel 2016 l'autore ha annunciato di essere stato scelto come autore della sceneggiatura della trilogia animata dedicata al kaiju Godzilla, ovvero Godzilla - Il pianeta dei mostri (2017), Godzilla - Minaccia sulla città (2018) e Godzilla mangiapianeti (2018).

## Opere

### Visual novel
- Phantom -PHANTOM OF INFERNO- (2000): Game director, sceneggiatura
- Kyuuketsu Senki Vjedogonia (2001): Game director, sceneggiatura
- Kikokugai: The Cyber Slayer (2002): Game director, sceneggiatura
- Hello world (2002): Pianificazione, bozza della sceneggiatura
- Jōka no Monshō (2003): Sceneggiatura
- Zanmataisei Demonbane (2003): Game director (versione originale)
- Saya no uta (2003): Game director, sceneggiatura
- Togainu no Chi (2005): Game director, supervisione
- Jingai Makyo (2005): Supervisione
- Zoku Satsuriku no Django ~Jigoku no Shoukinkubi~ (2007): Pianificazione, sceneggiatura

### Light novel
- Hakubō no Dendōshi (2004)
- Kin no hitomi to tetsu no ken (2011)

#### Black Lagoon
- Black Lagoon: Shaitane Badi (2008)
- Black Lagoon 2: Ballad of the Sinful Wizard (2011)

#### Eisen Flügel
- Eisen Flügel (2009)
- Eisen Flügel 2 (2009)

#### Fate/Zero
- Fate/Zero 1 (2006)
- Fate/Zero 2 (2007)
- Fate/Zero 3 (2007)
- Fate/Zero 4 (2007)
- Heart of Freaks (2008)

### Manga
- Vampirdzhija Vjedogonia (2001-2002)
- Ancient Misty (2007)

### Anime

#### Serie
- Blassreiter (2008): Series composition, sceneggiatura episodi 10-12, 15-17, 22-23
- Phantom: Requiem for the Phantom (2009): Soggetto, sceneggiatura episodi 6, 18, 25
- Puella Magi Madoka Magica (2011): Series composition, sceneggiatura
- Fate/Zero (2011/2012): Supervisione della sceneggiatura
- Psycho-Pass (2012): Concept, sceneggiatura 1-11, 13-22
- Suisei no Gargantia (2013): Sceneggiatura episodi 1, 13
- Aldnoah.Zero (2014/2015): Concept della trama, sceneggiatura 1-3
- Psycho-Pass 2 (2014): Supervisione della sceneggiatura
- Gunslinger Stratos (2015): Soggetto
- Chaos Dragon (2015): Soggetto
- Wooser no sono higurashi: mugen-hen (2015): Sceneggiatura episodio 1 stagione 3
- Concrete Revolutio: The Last Song (2016): Sceneggiatura episodio 20
- Obsolete (2019): Creatore, sceneggiatura episodi 1-3, 7, 8-9
- RWBY: Ice Queendom (2022): Animation concept
- Revenger (2023): Series composition, sceneggiatura episodi 1-6, 8
- Ghost of Tsushima: Legends (2027): Series composition

#### Film
- Puella Magi Madoka Magica - Parte 1 - L'inizio della storia (2012): Sceneggiatura
- Puella Magi Madoka Magica - Parte 2 - La storia infinita (2012): Sceneggiatura
- Puella Magi Madoka Magica - Parte 3 - La storia della ribellione (2013): Sceneggiatura
- Rakuen Tsuihō -Expelled from Paradise- (2014): Soggetto, sceneggiatura
- Garm Wars - L'ultimo druido (2014): Traduzione della sceneggiatura in giapponese
- Psycho-Pass (2015): Sceneggiatura
- Godzilla - Il pianeta dei mostri (2017): Sceneggiatura
- Thunderbolt fantasy-The sword of life and death: Creatore, supervisione, sceneggiatura
- Godzilla - Minaccia sulla città (2018): Sceneggiatura
- Godzilla mangiapianeti (2018): Sceneggiatura
- Thunderbolt fantasy-Bewitching melody of the west: Creatore, supervisione, sceneggiatura
- Bubble (2022): Concept
- Eisen Flügel (2023): Soggetto
- Thunderbolt fantasy-The finale: Creatore, supervisione, sceneggiatura
- Puella Magi Madoka Magica - Parte 4 - Walpurgis no Kaiten (2025): Sceneggiatura

### Videogiochi
- Puella Magi Madoka Magica Portable (2012): Supervisione
- Gunslinger Stratos (2012): Concept
- Rusty Rabbit (2025): Concept e sceneggiatura

### Altre serie televisive
- Kamen Rider Gaim (2013-2014): Sceneggiatura episodi 1-29, 31-36, 38-46
- Thunderbolt Fantasy (2016-2025): Creatore, supervisione e sceneggiatura